# كوتا سيفارام كارانث
كوتا سيفارام كارانث (بالإنجليزية: K. Shivaram Karanth)‏‏ (10 أكتوبر 1902 في منطقة أودوبي - 9 ديسمبر 1997 ) مؤلف، وشاعر، وكاتب من الهند.

## الجوائز
- جائزة أكاديمية شايتا  [لغات أخرى]‏[3]
- بادما بوشان  [لغات أخرى]‏
- جائزة غيان بيته [الإنجليزية]‏[4]
- جائزة بامبا